# Малая Дорогомиловская улица
Ма́лая Дорогоми́ловская у́лица (название с XIX века) — улица в Западном административном округе города Москвы на территории района Дорогомилово.

## История
Улица получила своё название в XIX веке по близости к Большой Дорогомиловской улице.

## Расположение
Малая Дорогомиловская улица проходит на северо-запад от Украинского бульвара и оканчивается тупиком. Нумерация домов начинается от Украинского бульвара. Самая загадочная улица Москвы. На ней существуют только 2 адреса: дом 36 и дом 47а, причём оба дома физически не находятся на этой улице.

## Транспорт

### Наземный транспорт
По Малой Дорогомиловской улице не проходят маршруты наземного общественного транспорта. Южнее улицы, на Большой Дорогомиловской улице, расположены остановки «Улица Можайский Вал», «2-й Брянский переулок» автобусов 297, 157, 205, 454, 474, 477, 840; остановка «Киевский вокзал» электробусов и автобусов м17, т34, 205, 266, 320, 394, 454, 474, 477, 840.

### Метро
- Станции метро «Киевская» Арбатско-Покровской линии, «Киевская» Кольцевой линии, «Киевская» Филёвской линии (соединены переходами) — южнее улицы, на площади Киевского Вокзала.

### Железнодорожный транспорт
- Киевский вокзал (пассажирский терминал станции Москва-Пассажирская-Киевская Киевского направления Московской железной дороги) — южнее улицы, на площади Киевского Вокзала.